# Макорд Бенд (Мисури)
Макорд Бенд (енгл. McCord Bend) град је у америчкој савезној држави Мисури.

## Демографија
По попису из 2010. године број становника је 297, што је 5 (1,7%) становника више него 2000. године.
| Група             | 2000.       | 2010.       |
| Белци             | 280 (95,9%) | 277 (93,3%) |
| Афроамериканци    | 0 (0,0%)    | 1 (0,3%)    |
| Азијати           | 1 (0,3%)    | 1 (0,3%)    |
| Хиспаноамериканци | 3 (1,0%)    | 8 (2,7%)    |
| Укупно            | 292         | 297         |